# Amphoe Nong Hong
Nong Hong (thaï : หนองหงส์) est un amphoe de la province de Buriram.